# Mediatisierung kommunikativen Handelns
Die Mediatisierung kommunikativen Handelns ist ein Theorieansatz der Kommunikations- und Medienwissenschaft, der sich mit der zunehmenden Durchdringung von Alltag und Kultur mit verschiedenen Formen der Medienkommunikation und den damit verbundenen Wandlungsprozessen auseinandersetzt. Im Kern geht es um das Wechselverhältnis zwischen dem Wandel von Kommunikation (z. B. durch die Verbreitung von neuen Medien) und dem Wandel von Kultur.
Der Ansatz bietet einen theoretischen Rahmen, mit dem empirische Erkenntnisse verschiedener Studien als Teil eines größeren Prozesses verstanden und eingeordnet werden können. Mit anderen Worten baut Mediatisierung auf empirische Einzelstudien auf und integriert sie in eine übergreifende Theorie des kulturellen Wandels durch Medienkommunikation. Entwickelt wurde die Theorie vom Mathematiker und Soziologen Friedrich Krotz.

## Theoretische Grundlagen: Kommunikation, Kultur und Medien
Der Mediatisierung kommunikativen Handelns liegt ein je spezifisches und aufeinander aufbauendes Verständnis von Kommunikation, Kultur und Medien zugrunde.

### Kommunikation und Kultur
Die Theorie kommunikativen Handelns baut auf einem handlungstheoretischen Kommunikationsmodell auf, das sich auf den Symbolischen Interaktionismus und die Cultural Studies beruft. Kommunikation und Kultur stehen dabei in einem untrennbaren Zusammenhang. Wie Norbert Elias betont, lebt der Mensch in einer fünfdimensionalen Welt: den drei räumlichen, der zeitlichen und schließlich einer symbolischen Dimension. Diese symbolische Dimension ist die Kultur des Menschen, quasi eine Art 'Deutungsfolie' seiner Welt, die er durch Sprache und Kommunikation selbst geschaffen hat. Ähnlich charakterisierte der Ethnologe Clifford Geertz Kultur als Bedeutungsgewebe, als Menge aller Sinnzusammenhänge, die in einer Gesellschaft möglich sind. Ein Wandel von Kommunikationsformen hat nach diesem Verständnis auch einen Wandel von Kultur zur Folge.

### Medien(-kommunikation)
Menschheitsgeschichtlich wird Kommunikation von Heranwachsenden zunächst als Face-to-Face-Kommunikation erlernt. Sprache und Gesten sind deshalb die „natürlichen“ und wichtigsten Formen menschlicher Kommunikation, sie gelten als „Urformen“. Alle davon abgeleiteten Formen, soweit sie sich spezifischer Hilfsmittel bedienen, werden hingegen als Medienkommunikation bezeichnet.
Medien werden daher als Instrumente verstanden, die dazu dienen, Kommunikation zu ermöglichen, zu modifizieren und zu gestalten. Bei Medienkommunikation wird Face-to-Face-Kommunikation auf unterschiedliche Weise sowohl erweitert als auch eingeschränkt. Man kann drei grundsätzliche Typen von Medienkommunikation unterscheiden:
- Mediatisierte interpersonale Kommunikation zwischen Menschen, z. B. per Telefon oder Brief
- Produktion und Rezeption standardisierter und allgemein adressierter Inhalte wie Bücher, Fernsehen, Websites oder auch öffentliches Twittern (in der Regel als Massenkommunikation bezeichnet)
- Interaktive Kommunikation, z. B. in Computerspielen, GPS-Systemen, Robotern wie dem Aibo

## Mediatisierte Kultur als Medienkultur
Im Zusammenhang mit der Mediatisierung kommunikativen Handelns bedeutet Medienkultur, dass Medien an der Herstellung und Weiterentwicklung von Kultur wesentlich beteiligt sind. Verschiedene Formen von Medienkommunikation durchdringen Kultur heute in zeitlicher, räumlicher und sozialer Hinsicht:
- Zeitlich stehen Medien insgesamt sowie jedes Einzelmedium in immer größerer Anzahl zu allen Zeitpunkten zur Verfügung und bieten immer dauerhafter Inhalte an. Beispielsweise hatte das Fernsehen ursprünglich einen festen Sendeschluss, heute ist Fernsehen ein dauerhafter Fluss von standardisierten und allgemein adressierten Inhalten.
- Räumlich befinden sich Medien an immer mehr Orten und verbinden immer mehr Orte. Deutlich wird dies insbesondere an der Verbreitung mobiler Medien wie dem Handy.
- Sozial beziehen sich Medien auf immer mehr Lebensbereiche. Berufsleben, Familie, Freizeit usw. sind zunehmend von Medienkommunikation geprägt.

Durch diese Durchdringung nimmt nicht nur die Kommunikation mit und mittels Medien selbst an Bedeutung und „Menge“ zu; Medien spielen auch eine zunehmende Rolle für Face-to-Face-Kommunikation – wir sprechen über Medien oder über Medieninhalte, übernehmen Medienaussagen, verwenden durch Medien transportiertes Wissen. Daher kann Kultur heute ohne Berücksichtigung der Medien nicht mehr verstanden werden. Man kann argumentieren, dass es für die Menschen in den entwickelten Industriegesellschaften in der Mehrheit keine Kommunikation mehr gibt, die nicht auch als Medienkommunikation attribuiert werden kann – sie leben in einer Medienkultur.

## Bedeutung der Mediatisierung kommunikativen Handelns
Weil die Mediatisierung eine kultursoziologisch orientierte Herangehensweise an das Thema Medien pflegt, ist der Ansatz offen für viele medienbezogene Kommunikationsphänomene und deren theoretischer Beschreibung und empirischer Untermauerung.
Für die Zivilgesellschaft liefern die unter dem Theorieansatz der Mediatisierung kommunikativen Handelns subsumierbaren Erkenntnisse Antworten auf viele zivilgesellschaftliche Fragen. So lassen sich fundierte Aussagen zu einer Reihe von Themen treffen und in einen größeren gesellschaftlichen Kontext einordnen. Hier eine Auswahl:
- Aneignungpraktiken verschiedener Medien im Alltag (Medienaneignung)
- Interaktionen zwischen Menschen und Maschinen/Computern (Mensch-Computer-Interaktion)
- Mediensozialisation von Kindern und Jugendlichen
- soziale Effekte von virtuellen Räumen.

Der Ansatz zeichnet sich darüber hinaus durch seine historische Perspektive aus. Mediatisierung bezeichnet einen übergreifenden und bereits lang andauernden Prozess, ähnlich wie beispielsweise auch Globalisierung, Kommerzialisierung oder Individualisierung. Mediatisierung setzte also nicht erst mit dem Aufkommen moderner Massenmedien oder dem Internet ein, sondern lässt sich bereits an der Erfindung von Schrift(-medien) und den dadurch ausgelösten kulturellen Wandlungsprozessen festmachen. Für Friedrich Krotz bildet das Konzept daher eine Grundlage für eine neue Kulturgeschichte der Medien und der Kommunikation, die das Wechselverhältnis zwischen Kommunikations- und Kulturwandel rekonstruiert.